# Irrational Man

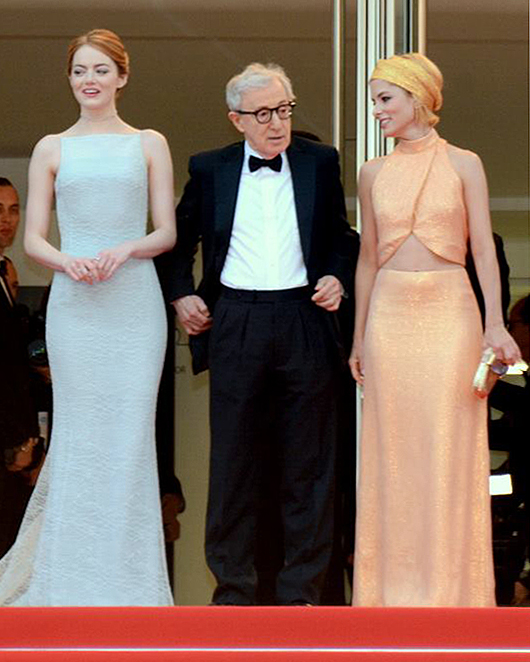
Emma Stone, Woody Allen und Parker Posey bei der Vorstellung des Filmes bei den Filmfestspielen von Cannes 2015

Irrational Man ist eine US-amerikanische Filmkomödie von Woody Allen aus dem Jahr 2015. Premiere hatte sie außer Konkurrenz am 15. Mai 2015 bei den Internationalen Filmfestspielen von Cannes. Der Film lief am 17. Juli 2015 in den US-Kinos an. Am 13. November 2015 startete er in Österreich in den Kinos, in Deutschland zwei Tage später.

## Handlung
Der Film beginnt mit der Ankunft des berühmten Philosophieprofessors Abe Lucas auf dem Campus des fiktiven Braylin College in Newport. Abe befindet sich in einer existentiellen Krise. Der frühere Krisenhelfer und Idealist ist gequält von Zweifeln über die Sinnhaftigkeit seiner Arbeit und seines Lebens. Sein Status als Legende seines Faches führt schon nach kurzer Zeit zu Annäherungsversuchen durch Rita Richards, einer Kollegin, und zu einer vorerst platonischen Freundschaft mit Jill Pollard, einer Philosophiestudentin.
Abe und Jill hören zufällig in einem Restaurant, wie eine Mutter durch einen korrupten Richter das Sorgerecht für ihre Kinder zu verlieren droht. Abe beschließt daraufhin, den Richter zu töten und seinem Leben durch diese moralisch wertvolle Tat neuen Sinn zu geben. Abe stiehlt Zyanid aus dem Labor des College und vergiftet damit den Orangensaft, den der Richter beim Joggen zu trinken pflegt. Der Richter stirbt erwartungsgemäß.
In der Folge blüht Abe auf, weil er wieder Sinn in seinem Leben sieht. Er lässt sich auf eine Beziehung mit Jill ein, die sich von ihrem langzeitigen Freund Roy trennt. Jill beginnt jedoch mit der Zeit, Abe des Mordes zu verdächtigen und bringt ihn schließlich dazu, ihr gegenüber seine Tat zu gestehen. Als die Polizei einen Unschuldigen der Tat verdächtigt, verlangt Jill von Abe, dass er sich der Polizei stellen soll, sonst würde sie ihn anzeigen. Dieser geht zum Schein darauf ein, ist jedoch in Wahrheit nicht bereit, auf sein neu erblühtes Leben zu verzichten. Er versucht, seine Freundin in den Schacht eines von ihm manipulierten Fahrstuhls zu stoßen, rutscht bei dem Kampf mit der sich heftig wehrenden Jill jedoch aus und kommt selbst zu Tode.

## Kritiken
Im Spiegel hieß es, der Film sei „als Krimi unglaubwürdig, als Liebesgeschichte absurd und als Komödie komplett unlustig“. Für Woody Allen werde es „wieder Zeit für ein Meisterwerk“.
Vom „erzählerischen Giftschrank“ Allens schrieb Julia Dettke in der Frankfurter Allgemeinen Sonntagszeitung. Wenn der Protagonist Abe Lucas, der „größenwahnsinnige Zyniker“, so viel sympathischer sei als alle anderen Figuren, müsse dieses an einer geheimen Zutat aus eben jenem Giftschrank liegen.
Die Nordwest-Zeitung sprach von einem „spannenden Showdown“, bezeichnete den Film als ein immer noch stilsicheres Alterswerk und einen der „besten Allen-Filme der vergangenen Jahre“, doch wirkten die Wortgefechte und Bonmots „längst nicht mehr so geschliffen wie früher“.
„Eigentlich komödiantisch“ sei der Film nicht geraten, urteilte Jan Schulz-Ojala vom Tagesspiegel. Die „unterkomplexe Dramaturgie um die Lebensnöte eines erschreckend uninteressanten Helden“ nerve bald. Die Gags seien spärlich, „ob in Dialogen oder situationsbedingt“. Dennoch resümiert der Rezensent: „Aber deshalb einen Woody-Allen-Film auslassen? Niemals.“
Irrational Man sei ein „kleiner und böser Film“, wie ihn Allen alle paar Jahre zwischen seine Komödien schiebe, stellte Anke Westphal in der Berliner Zeitung fest. Sie verglich den Film mit Match Point, Allens erstem Film, den er in London drehte. Auch in diesem neuen Werk gehe es um „moralische Verantwortung und Schuld“. Dabei liege das größte Vergehen nunmehr darin, „einzig aus einer neurotischen Langeweile der Unterforderung heraus unethisch und sogar verbrecherisch zu handeln“. Sie zog das Fazit: „Am bitteren Ende ist alle Theorie grau. Sage keiner, dass einen das Alter milder macht.“
Durch „elegante Schwerelosigkeit“ bezaubere der Film in seinen besten Momenten, schrieb Ulrike Frick für den Münchner Merkur. Innovationen sähen zwar anders aus, „origineller und inspirierter als die jüngsten Produktionen Allens“ sei der Film aber zweifellos.
Für Michael Pekler vom Standard (Wien) spekuliert Allen in der Komödie „lustvoll darüber, ob ein Mord ein zerrüttetes Leben retten kann“. Die Idee eines perfekten Mords nutze er „für eine satirische Moritat“.